# USON Mondeville
Union Sportive Ouvrière Normande de Mondeville là một câu lạc bộ bóng đá Pháp được thành lập vào năm 1991. Đội có trụ sở tại thị trấn Mondeville và sân vận động của đội là Stade Michel Farré, có sức chứa 2.500 khán giả.

## liên kết ngoài
- Trang web chính thức của USON Mondeville, Lưu trữ ngày 23 tháng 7 năm 2019 tại Wayback Machine (tiếng Pháp)